# صالح كابسز
صالح كابُسُز (بالتركية: Salih Kapusuz)‏, (ولد:23 أكتوبر 1954 في «دولي» قيصرية، تركيا) عالم اقتصادي وسياسي تركي. ونائب سابق في البرلمان التركي لأكثر من دورة ممثلا عن حزب العدالة والتنمية.